# Kuźniczka (Krzepice)
Kuźniczka – część miasta Krzepice, dawniej wieś. Rozpościera się wzdłuż ulicy Kuźniczka, na zachodnim brzegu Liswarty, na zachód od centrum Krzepic, z którym nie jest urbanistycznie zrośnięta.

## Historia
Dawniej kolonia, folwark i młyn w gminie Dankowice, a od 1868 siedziba gminy Kuźniczka, należącej do powiatu częstochowskiego w guberni piotrkowskiej.
W okresie międzywojennym gmina Kuźniczka należała do powiatu częstochowskiego w woj. kieleckim. 15 lipca 1922 Kuźniczkę (a także Kuków oraz grunta po rozparcelowanych folwarkach Krzepice Poduchowne; Krzepice Rządowe i Kuków-Wójtowstwo), włączono do miasta Krzepice. Po zmianie tej siedziba gminy Kuźniczka znalazła się w Krzepicach.